# Zonitis downesi
Zonitis downesi là một loài bọ cánh cứng trong họ Meloidae. Loài này được Pascoe miêu tả khoa học năm 1862.